# Jalysus
Jalysus es un género de insectos hemípteros de la familia Berytidae. Hay aproximadamente 12 especies descrita en Jalysus.

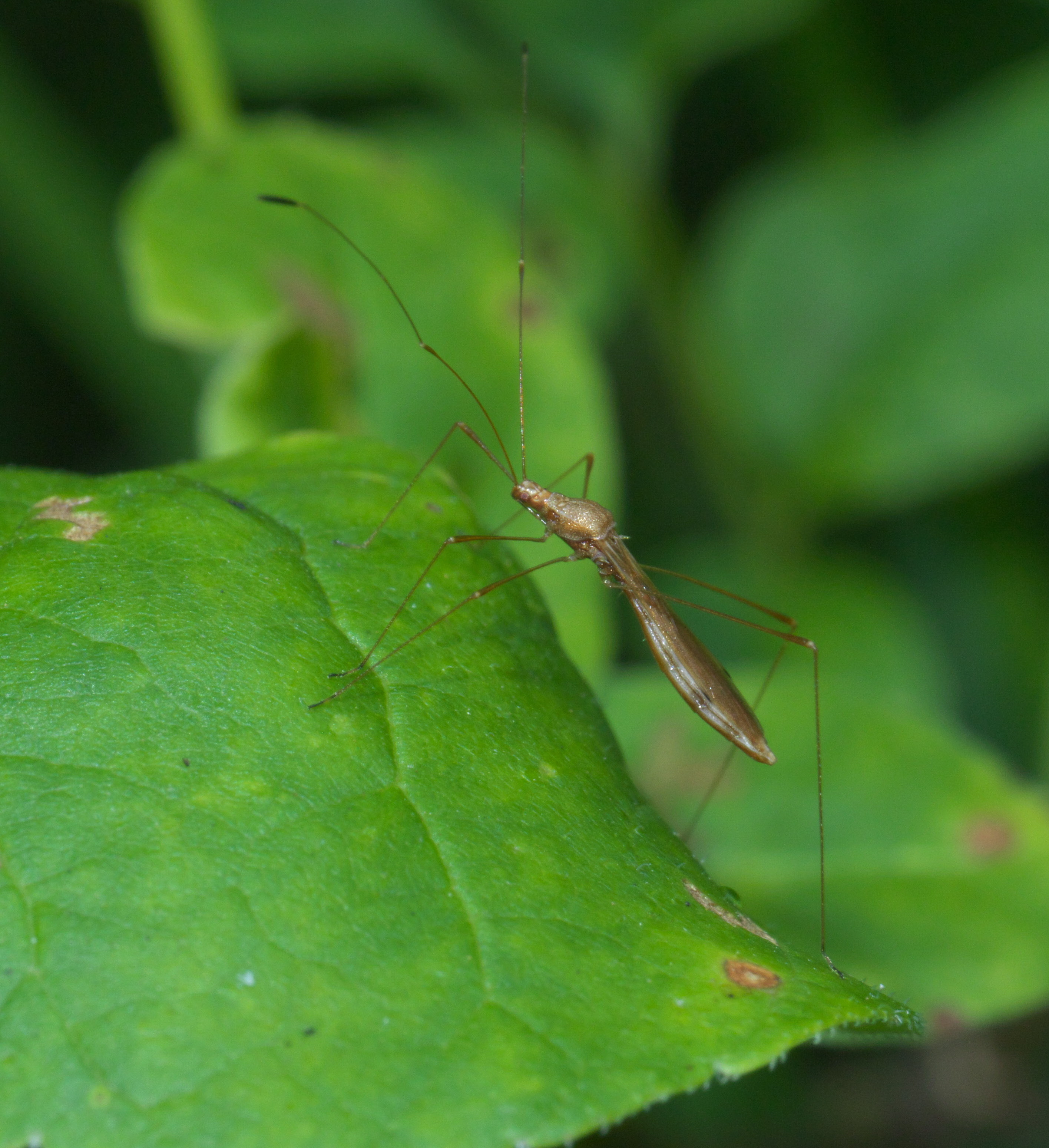

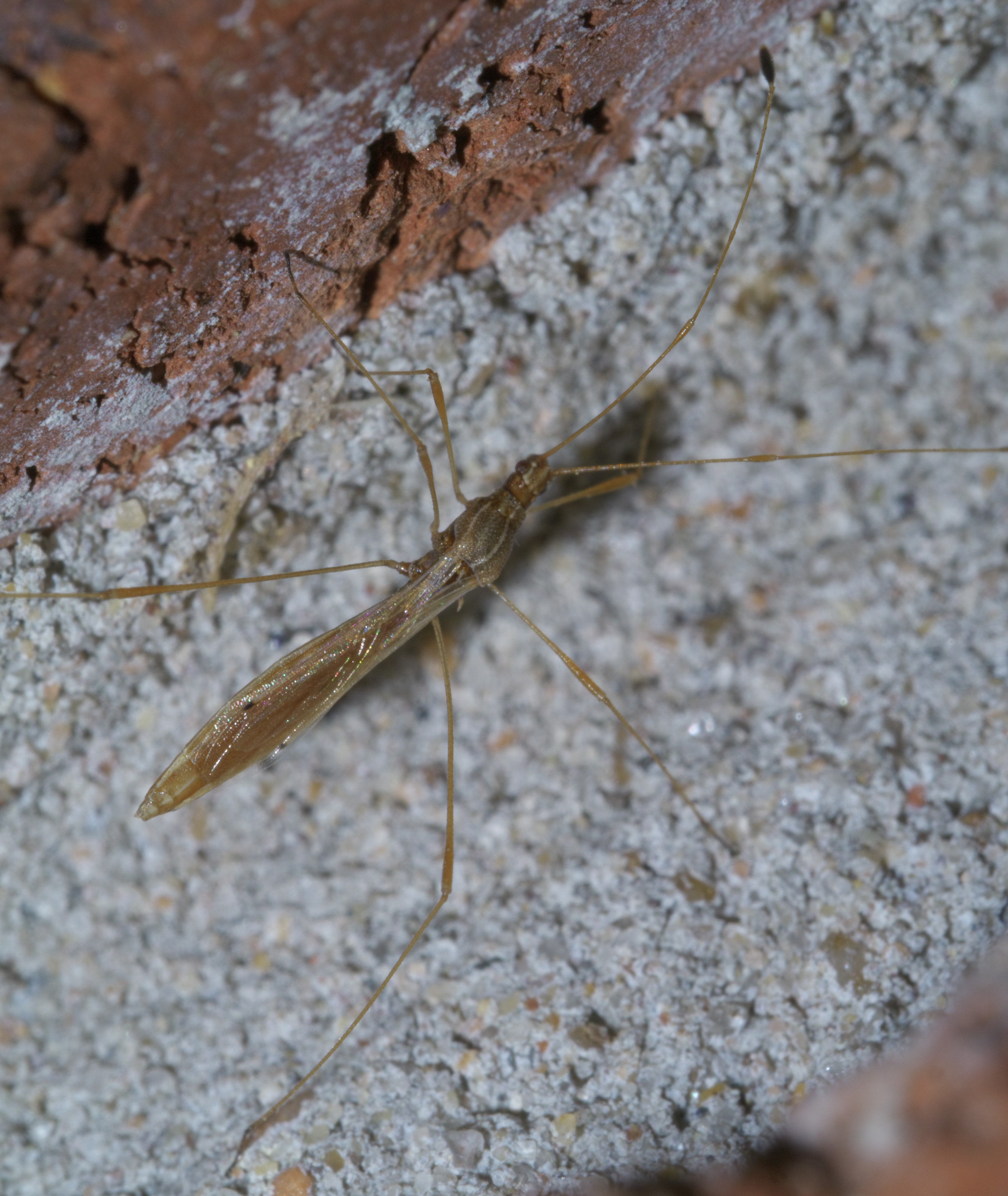

## Especies
- Jalysus albidus Stusak, 1968
- Jalysus caducus (Distant, 1884)
- Jalysus clavatus Henry, 1997
- Jalysus macer (Stal, 1859)
- Jalysus mexicanus Henry, 1997
- Jalysus nigriventris Henry, 1997
- Jalysus ossesae Henry, 2007
- Jalysus reductus Barber, 1939
- Jalysus sobrinus Stal, 1862
- Jalysus spinosus (Say, 1824)
- Jalysus tuberculatus Henry, 1997
- Jalysus wickhami Van Duzee, 1906